# Олимпийский комитет Норвегии
Норвежский олимпийский и параолимпийский комитет и конфедерация спорта (норв. Norges idrettsforbund og olympiske og paralympiske komité) — организация, представляющая Норвегию в международном олимпийском движении. Основан и зарегистрирован в МОК в 1900 году.
Президент с 2023 года — Зайнеб Аль-Самараи (Zaineb Al-Samarai).
Штаб-квартира расположена в Осло. Является членом МОК, ЕОК и других международных спортивных организаций. Осуществляет деятельность по развитию спорта в Норвегии.